# Srpen 2022
Toto je archivovaný článek z portálu Aktuality.
1.  srpna – pondělí
 Nejhlubší zatopená jeskyně na světě, Hranická propast, dosahuje hloubky nejméně 450 metrů. Speleologové jejího dna při letošním průzkumu nedosáhli. 
 Z přístavu Oděsa vyplula první loď s ukrajinským obilím v rámci dohody, kterou uzavřely Ukrajina, Ruská federace, Turecko a OSN v Istanbulu. 
2. srpna – úterý
 V referendu v americkém státě Kansas 59 % účastníků zamítlo návrh na změnu ústavy, která by umožnila omezit či zrušit právo na potrat. 
 Předsedkyně americké sněmovny reprezentantů Nancy Pelosiová navzdory hrozbám čínského režimu navštívila Tchaj-wan jakožto nejvyšší americká představitelka za posledních 25 let. 
 Ruský nejvyšší soud označil pluk Azov za teroristickou organizaci. 
6. srpna – sobota
 Americký dezinformátor Alex Jones byl odsouzen k úhradě odškodného rodičům obětí masakru na Sandy Hook Elementary School. Jones opakovaně tvrdil, že se masakr nestal, a rodiče označoval za „krizové herce“. 
7. srpna – neděle
 Gustavo Petro složil přísahu a stal prvním levicovým prezidentem Kolumbie. 
9. srpna – úterý
 FBI provedla domovní prohlídku ve floridském resortu Mar-a-Lago, který je sídlem bývalého amerického prezidenta Donalda Trumpa. 
12. srpna – pátek
 Vladimír Vlček, generální ředitel Hasičského záchranného sboru, oznámil uhašení lesního požáru v Českém Švýcarsku. 
 Spisovatel Salman Rushdie byl pobodán během přednášky ve městě Chautauqua ve státě New York. 
 Při masakru v Cetinje bylo zastřeleno 11 lidí. 
14. srpna – neděle
 Během leteckého dne v Chebu se zřítil historický stíhací letoun Hawker Hurricane Mk.IV., při nehodě zemřel pilot a další člověk byl zraněn. 
15. srpna – pondělí
 William Ruto byl zvolen prezidentem Keni. 
16. srpna – úterý
 Akademie filmového umění a věd zaslala omluvný dopis herečce a indiánské aktivistce Sacheen Littlefeather za zacházení, kterého se jí dostalo během udílení Oscarů v roce 1973, kde z pověření Marlona Branda odmítla převzít ocenění za roli Dona Corleoneho ve filmu Kmotr. 
21. srpna – neděle
 Při výbuchu nástražného zařízení ve voze zemřela Darja Duginová, dcera ruského ideologa Alexandra Dugina. 
24. srpna – středa
 Ozbrojené síly Ruské federace provedly útok na nádraží v Čaplyne jehož následkem zahynulo 25 osob a další desítky byly raněny. 
26. srpna – pátek
 Městský soud v Praze konstatoval úpadek banky Sberbank CZ a prohlásil konkurs na její majetek. 
 V Lošanech na Kolínsku byl v rodném domě generála Josefa Mašína otevřen Památník tří odbojů. Připomínající činnost odbojových skupin Tři králové a skupiny bratří Mašínů. 
 Ázerbájdžánské síly převzaly kontrolu nad strategickým městem Lačin. 
30. srpna – úterý
 Zemřel Michail Gorbačov, poslední vůdce Sovětského svazu a zároveň jeho jediný prezident. 